# Икеке, Кингсли
Кингсли Икеке (англ. Kingsley Ikeke, родился 25 февраля 1973 в Бенине, Нигерия) — нигерийский боксёр-профессионал, выступавший в средней (Middleweight) весовой категории.
10 декабря 2005 года боксировал против Артура Абрахама за титул чемпиона мира по версии МБФ (IBF), но уступил нокаутом в пятом раунде.
Наилучшая позиция в мировом рейтинге: ???-й.

## Результаты боёв
| Бой | Дата | Соперник | Судьи | Место боя | Раундов | Результат | Дополнительно |
| --- | ---- | -------- | ----- | --------- | ------- | --------- | ------------- |
|     |      |          |       |           |         |           |               |
| Бой | Дата | Соперник | Судьи | Место боя | Раундов | Результат | Дополнительно |